# Sossen Krohg
Sossen Krohg, cuyo nombre de soltera era Sossen Anker Olsen (Oslo, Noruega, 18 de diciembre de 1923-12 de febrero de 2016), fue una dramaturga, guionista, actriz de cine y teatro noruega.

## Biografía
Nació en Kristiania, actualmente parte de Oslo. Sus padres eran Kristoffer Anker Olsen, un editor de periódico, e Ingeborg Cappelen Hille Finne. 
Su debut en el teatro se produjo en 1946, cuando participó en la obra Kranse konditori. Formó parte de la plantilla del Det Norske Teatret desde 1948 hasta 1952 y de la del Folketeatret entre 1952 y 1960. En 1949, tomó parte en su primera película, originalmente titulada Døden er et kjærtegn. Creó el espacio Scene 7 dentro del Club 7 de Oslo en 1966 y se encargó de su dirección hasta 1985. Escribió varias obras infantiles, las cuales se representaron en dicho lugar. En 1986 publicó un libro de memorias titulado Hekletøy med store hull. De 1998 en adelante, interpretó a Astrid Anker-Hansen en la serie noruega Hotel Cæsar.
Falleció el 12 de febrero de 2016 a los 92 años.

## Vida personal
Sossen estuvo casada con el saltador de esquí Thorleif Schjelderup entre 1943 y 1947 y con el pintor Guy Krohg desde 1949 hasta su fallecimiento en 2002.